# Johann Gustav Droysen
Johann Gustav Droysen (6. července 1808, Trzebiatów – 19. června 1884, Berlín) byl německý historik a politik narozený na území dnešního Polska.

## Život a dílo
Proslavil se knihou Geschichte Alexanders des Grossen, kterou vydal roku 1833. Představil v ní velmi individualistickou teorii dějin, která byla dobře sladěna s dobovým romantismem v umění a hegelismem ve filozofii, a podle níž klíčovými hybateli dějin jsou výjimeční jedinci. Šlo zároveň o zakladatelský spis takzvané pruské historické školy.
V další knize Geschichte des Hellenismus zavedl koncept „helénistické epochy" (od Alexandra až po pohlcení Řecka Římem), který se velmi ujal. Jeho metodologie výzkumu je někdy označována za předzvěst historické hermenutiky.
Roku 1835 byl jmenován profesorem na Berlínské univerzitě. K jeho žákům zde patřil například Jacob Burckhardt. Roku 1840 byl jmenován profesorem historie rovněž na univerzitě v Kielu, další profesuru získal v roce 1851 v Jeně. V závěru života se věnoval především monumentálnímu 32dílnému dílu Geschichte der preussischen Politik, jehož poslední díly vyšly až po jeho smrti.
Droysen byl rovněž politikem a silným pruským nacionalistou přesvědčeným o tom, že Prusko je vyvoleno vést a sjednotit Německo. Tuto pozici zastával i na tzv. Franfurtském sněmu, jehož byl v roce 1848 delegátem. Angažoval se též v boji Šlesvicko-Holštýnska za odtržení od Dánska.
Jeho synové Gustav Droysen a Hans Droysen byli rovněž historiky.